# Eulamprotes isostacta
Eulamprotes isostacta is een vlinder uit de familie tastermotten (Gelechiidae). De wetenschappelijke naam is voor het eerst geldig gepubliceerd in 1926 door Meyrick.
De soort komt voor in Europa.